# Península de Yampupata
Yampupata es una península boliviana del lago Titicaca, ubicada al noroeste de la gran península de Copacabana pertenecimente al Departamento de La Paz, limita con la isla de la Luna en su parte norte y con la isla del Sol en su parte norteoeste forma el estrecho homónimo con esta última. Tiene una forma alargada en dirección noreste y una superficie aproximada de 35 km².